# Alvázas Ikarus 400-asok

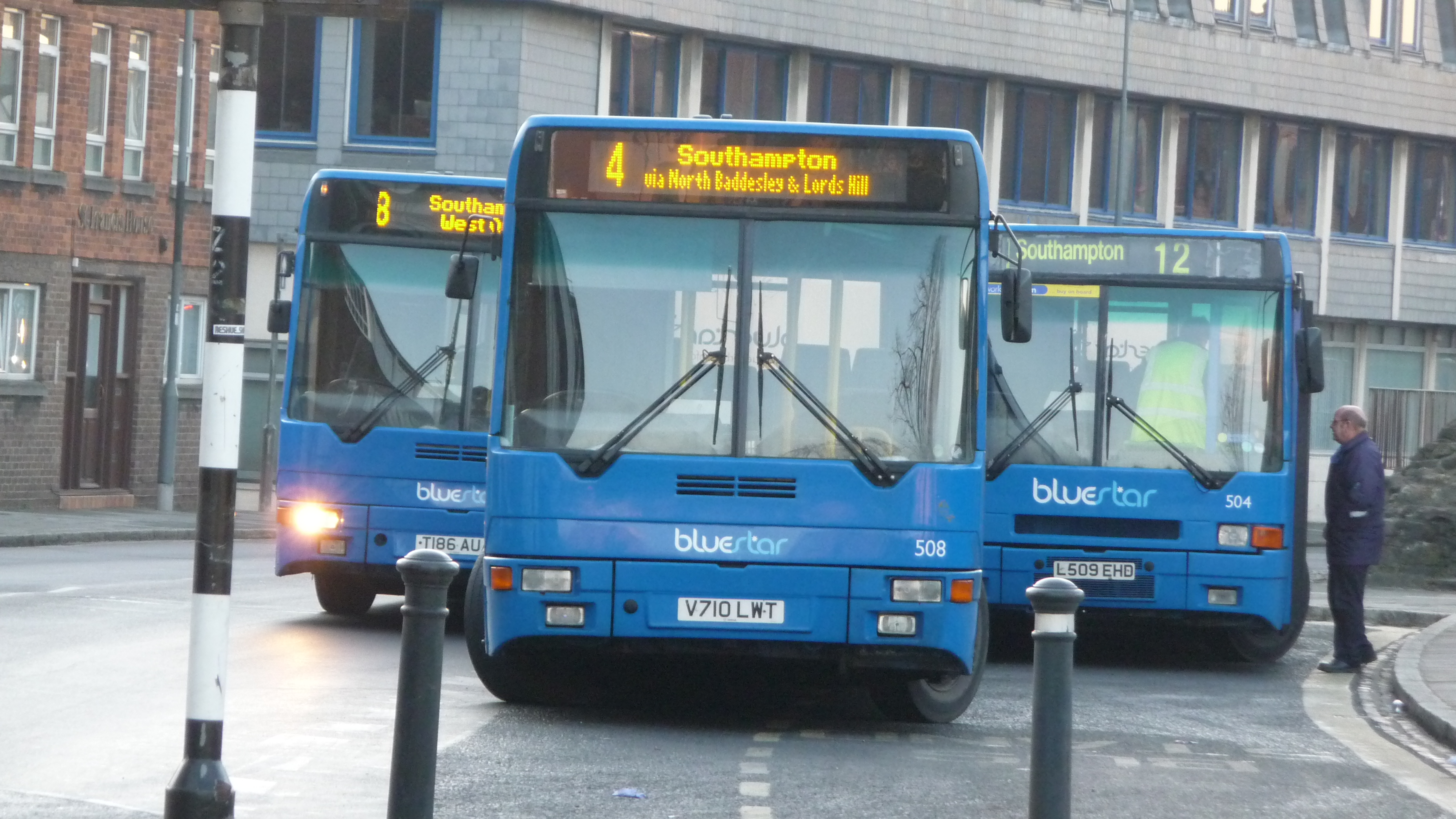
Balra és elől egy-egy Ikarus 481-es, jobb oldalt azok elődje, egy Ikarus 480-as.

Az „alvázas Ikarus 400-asok” az Ikarus gyár 400-as típuscsaládjának azon típusaira vonatkozó összefoglaló név, amelyeket a cég kifejezetten az Egyesült Királyság igényei szerint alakított ki és exportált. Négy ilyen járműtípust különböztetünk meg, amelyeket 1990-től egészen 2001-ig gyártottak a mátyásföldi üzemegységben.

## Előzmények
Az 1980-as évek közepén az Ikarusnak sikerült megvetnie a lábát az Egyesült Királyság útjain is, alapvetően az Ikarus 396-os távolsági buszokkal. Ezeket a járműveket a brit igényeknek megfelelően alvázas, jobbkormányos kivitelben készítették, 1-3 baloldali vészkijárattal. A 396-osokat egészen a kilencvenes évek végéig exportálták a szigetország részére.
A nagy lehetőség azonban csak a nyolcvanas évek legvégén kínálkozott fel. Előállt ugyanis az a helyzet, hogy a megnövekedett elővárosi és helyközi autóbusz igényeket a brit ipar egész egyszerűen képtelen volt önmagában kielégíteni.

## Ikarus 480

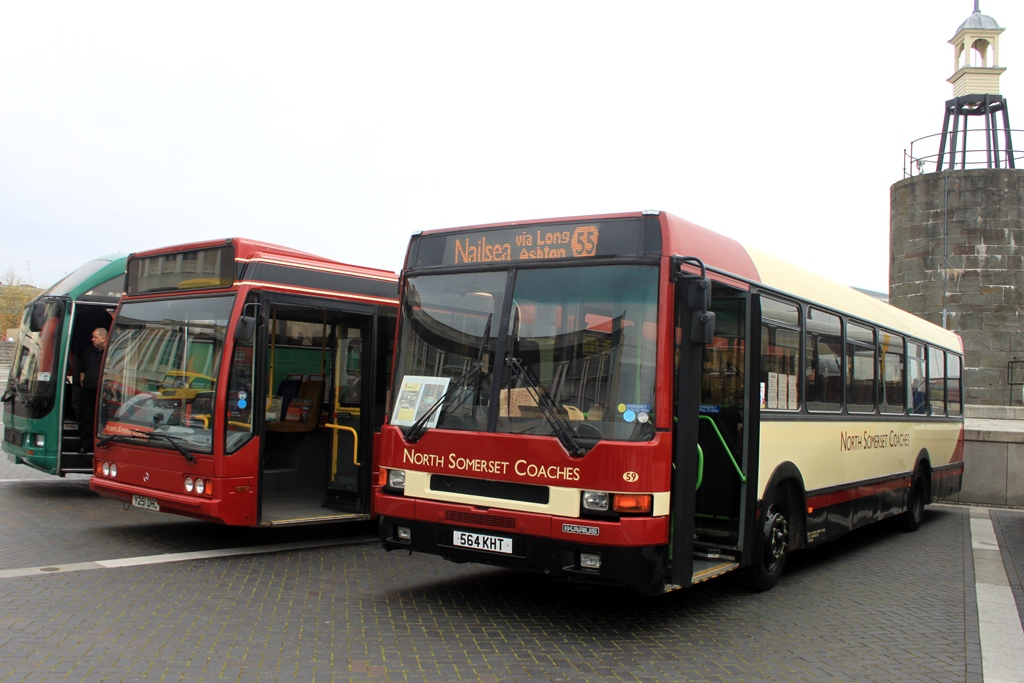
Egy bristoli Ikarus 480-as 2013-ban.

A kínálkozó lehetőség önmagában még nem volt elég, az Ikarus, ha ki is akarta azt aknázni, kénytelen volt kifejleszteni egy vadi új autóbusztípust. A brit igények szerint  jármű nem lehetett önhordó karosszériás, csak alvázas kialakítású. Emiatt az Ikarus végül a DAF-fal szerződött és az ő alvázait használva építette az Ikarus 480-asokat.

## Ikarus 481

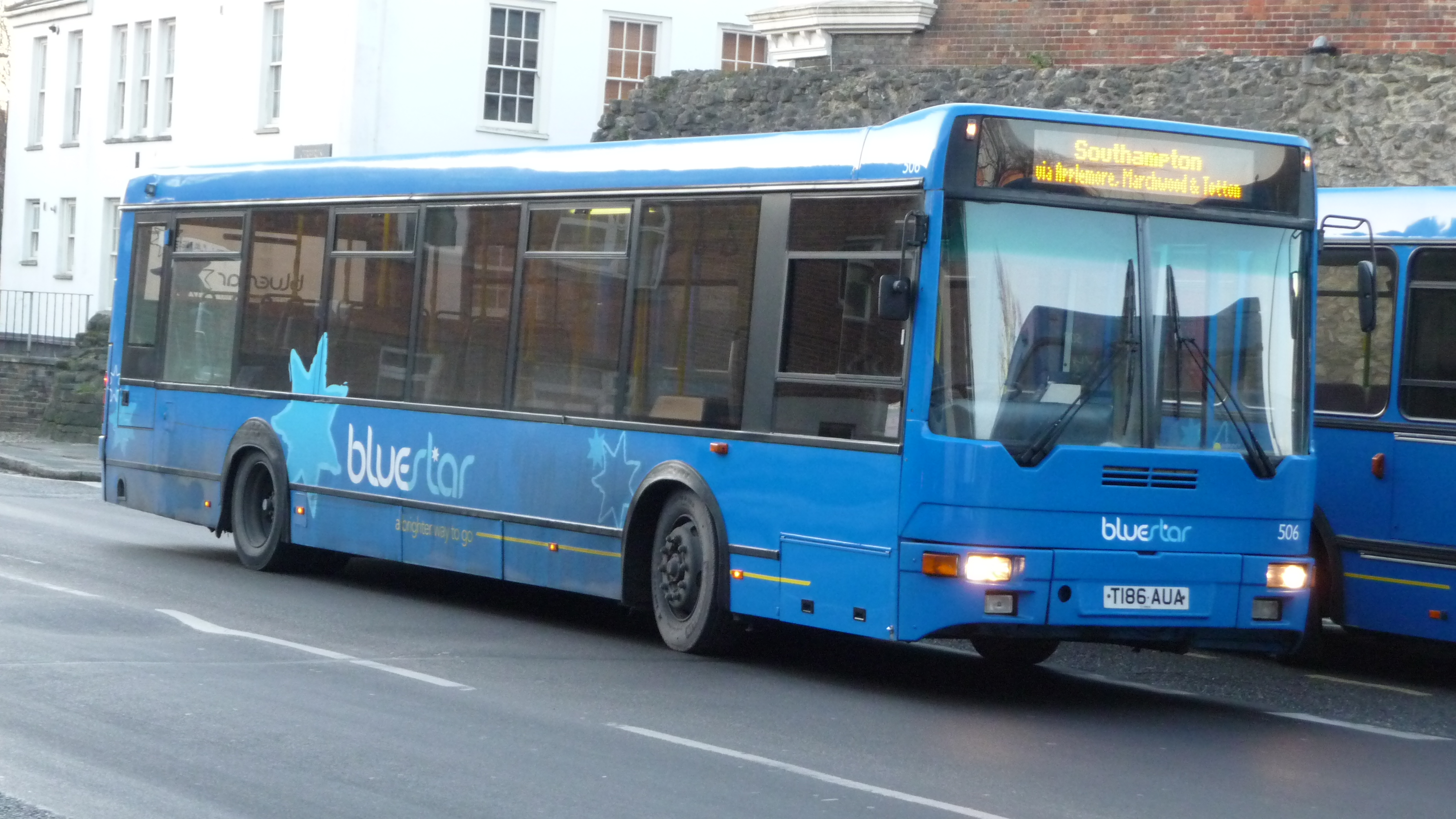
BlueStar cég egyik 481-ese 2009-ben

1997-ben az Ikarus 480-as busztípusok gyártását leállították az utód, az Ikarus 481-es járműtípus kifejlesztése miatt. Elődjéhez képest mind megjelenésében, mind műszaki tulajdonságaiban különbözött. Mérnöki bravúr volt, hogy az Ikarus mérnökeinek sikerült az Ikarus 480-ason is használt DAF SB 220-as alváz alapkonstrukcióját úgy módosítaniuk, hogy az új busztípus alacsony belépésű legyen. 1998–99 közötti sorozatgyártása során 30 példány készült belőle, azonban gyártásával az Ikarus 489 Polaris típus kifejlesztése után leálltak.

## Ikarus 489 Polaris

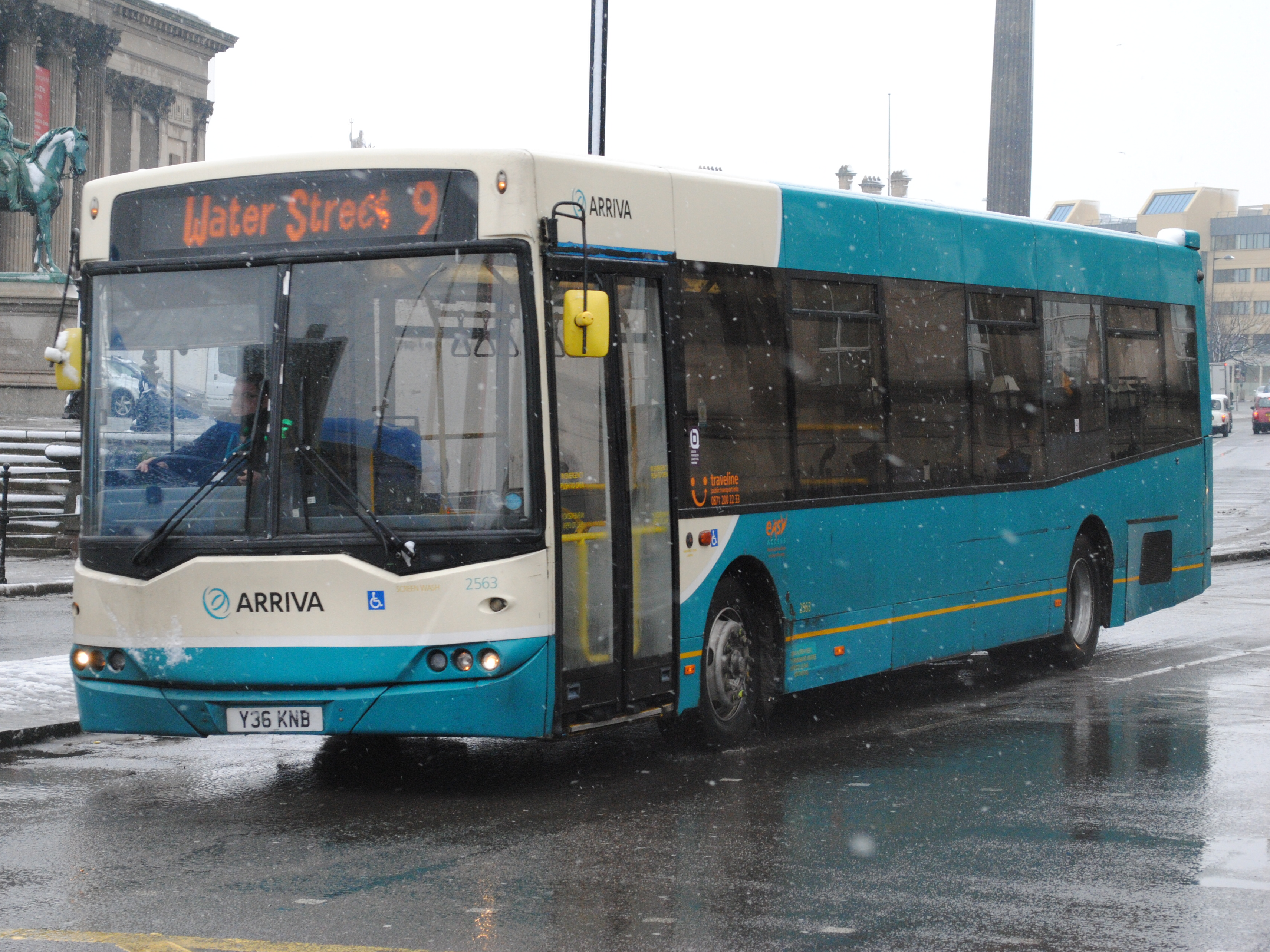
489 Polaris Liverpoolban

Az Ikarus 489 Polaris autóbusztípus egyike az utolsó, az Ikarus gyár mátyásföldi üzemegysége által tervezett járműveknek. Sem műszakilag, sem megjelenésében nem hasonlított a 400-as család tagjaira. Elődjéhez (Ikarus 481) képest újabb DAF alvázat, SB 220 ULF típusút kapott, ami lehetővé tette az alacsony padló kialakítását is, viszont a megrendelő kérésére alacsony belépésűek lettek a buszok. A Polaris a 400-as család tagjaihoz képest letisztultabb és kidolgozottabb volt, aminek következtében a többi nyugati gyártóval is fel tudta volna venni a versenyt, azonban az Ikarus rossz anyagi helyzete, illetve az Irisbus politikája miatt végül csak 11 példány készült belőle, mindegyike az Egyesült Királyságban állt forgalomba. Az egyik darab mára a Közlekedési Múzeum állományát képzi.

## Ikarus 490
A kilencvenes évek folyamán szóba és a tervezőasztal közelébe került egy Ikarus 490 típusjelzésű jármű is, amely a 480-as csuklós változataként szolgált volna. A DAF-fal is történt egyeztetés az ügyben, akik az SBG 220-as típusú alvázukat ajánlották egy 17,5 méteres autóbusz tervezéséhez. Azonban a fejlesztés még annak megkezdése előtt abbamaradt, mivel az emeletes buszokon szocializálódott szigetország még nem volt kész a csuklós buszok megjelenésére.